# パニョーナ
パニョーナ（伊: Pagnona）は、イタリア共和国ロンバルディア州レッコ県にある、人口約300人の基礎自治体（コムーネ）。

## 地理

### 位置・広がり
レッコ県北東部のコムーネ。県都レッコから北へ23kmの距離にある。

#### 隣接コムーネ
隣接するコムーネは以下の通り。括弧内のSOはソンドリオ県所属を示す。
- カザルゴ
- コーリコ
- デレービオ (SO)
- ピアンテード (SO)
- プレマーナ
- ヴァルヴァッローネ

### 気候分類・地震分類
気候分類では、zona F, 3191 GGに分類される。
また、イタリアの地震リスク階級 (it) では、zona 4 (sismicità molto bassa) に分類される。

## 行政

### 山岳部共同体
- 広域行政組織である山岳部共同体（イタリア語版）「ヴァルサッシーナ、ヴァルヴァッローネ、ヴァル・デージノ・エ・リヴィエラ山岳部共同体」 (it:Comunità montana della Valsassina, Valvarrone, Val d'Esino e Riviera) （事務所所在地: バルツィオ）に属するコムーネである。